# Salmon Arm (Colúmbia Britânica)
Salmon Arm é uma cidade localizada na província canadense da Colúmbia Britânica, no oeste do Canadá. A população da cidade é de aproximadamente 17706 habitantes, e sua área territorial é de cerca de 155,28 quilômetros quadrados.